# Bunse-Villa

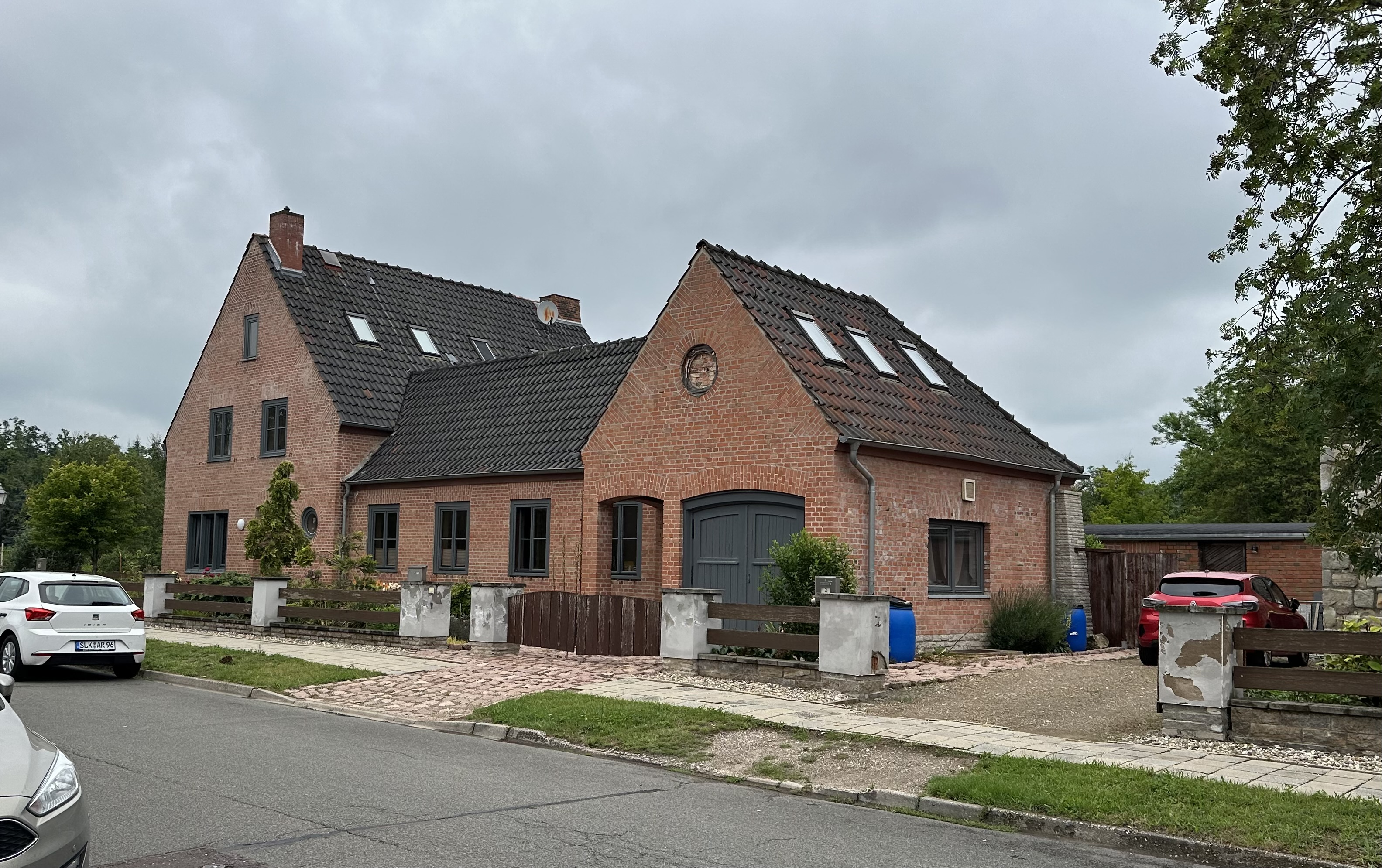
Bunse-Villa im Jahr 2024

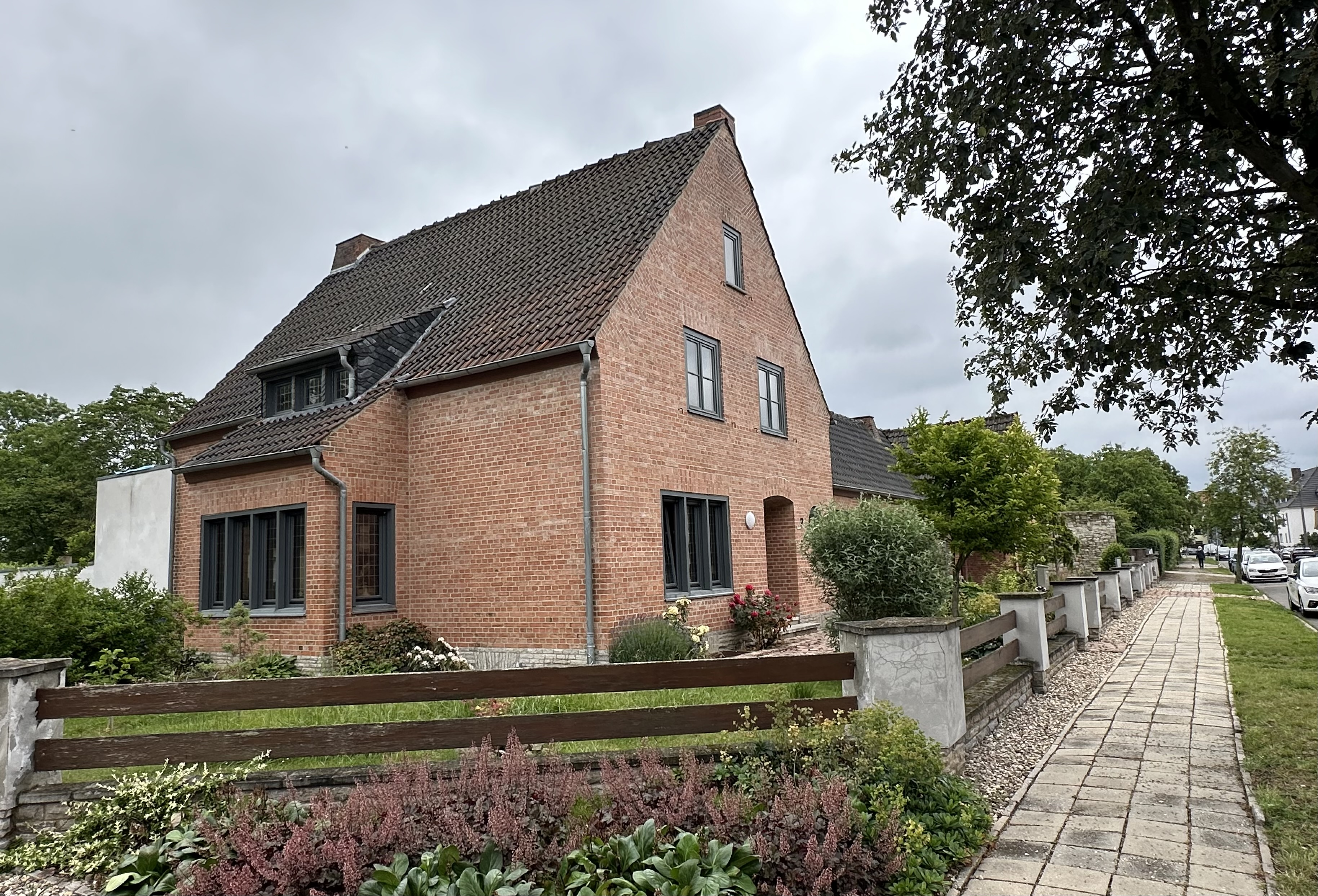
Blick von Nordwesten

Die Bunse-Villa ist eine denkmalgeschützte Villa in Bernburg (Saale) in Sachsen-Anhalt.

## Lage
Das Gebäude liegt nordöstlich der Bernburger Talstadt, im sogenannten Dichterviertel auf der Ostseite der Schillerstraße, an der Adresse Schillerstraße 2. Die Villa befindet sich in einer Ecklage zur nördlich verlaufenden Gutenbergstraße.

## Architektur und Geschichte
Die Villa entstand in der Zeit um 1930 als Ziegelbau durch den Architekten Friedrich Bunse im Heimatstil und der Heimatschutzbewegung. Sie besteht aus drei Gebäudetrakten, jeder der Trakte wird von einem Satteldach bedeckt. Umgeben ist der Bau von einem Vorgarten und einer Grundstückseinfriedung.
Im Denkmalverzeichnis des Landes Sachsen-Anhalt ist die Villa unter der Erfassungsnummer 094 60588 als Baudenkmal verzeichnet.